# أوليسيس (لاعب كرة قدم)
أوليسيس (بالبرتغالية: Ulisses Alves da Silveira‏) هو لاعب كرة قدم برازيلي في مركز ظهير ‏، ولد في 15 أبريل 1986 في ساو غونسالو في البرازيل. لعب مع نادي جوفنتودي ونادي فاسكو دا غاما ونادي فلومينينسي.